# Прогрес M-05M
Прогрес М-05М — транспортний вантажний космічний корабель (ТВК) серії «Прогрес», запущений до Міжнародної космічної станції. 37-й російський корабель постачання МКС. Серійний номер 405.

## Мета польоту
Доставлення на МКС понад 2500 кілограмів різних вантажів, серед яких паливо, запаси стисненого кисню, апаратура для наукових досліджень, контейнери з їжею і водою, а також книги, відеодиски, посилки від сімей та подарунки від групи психологічної підтримки, в які потрапили цукерки, шоколад і карамель.

## Хроніка польоту
- 28.04.2010, 21:15:09 (MSK), (17:15:09 UTC) — запуск із космодрому Байконур;[2]
- 01.05.2010, 21:30:21 (MSK), (18:30:21 UTC) — здійснено стикування з МКС до стикувального вузла на агрегатному відсіку службового модуля «Пірс», процес зближення і стикування проводився в ручному режимі. Система зближення вийшла з ладу приблизно за кілометр до станції;
- 25.10.2010, 18:25:01 (MSK), (14:25:01 UTC) — ТВК відстикувався від МКС і вирушив в автономний політ.

## Перелік вантажів
Сумарна маса всіх вантажів: 2588 кг
| Назва | Маса (кг) |
| --- | --------- |
| Паливо в баках системи дозаправки                                                                                 | 870       |
| Газ у балонах засобів подачі кисню (СрПК):                                                                        |           |
| Кисень | 50        |
| Вода в баках системи «Джерело»                                                                                    | 100       |
| Паливо в КДУ для потреб МКС                                                                                       | 250       |
| Вантажі, що надходять в герметичному відсіку (сумарна маса – 1318 кг ):                                           |           |
| Обладнання для систем:                                                                                            |           |
| забезпечення газового складу (СОГС)                                                                               | 33        |
| водозабезпечення (СВО)                                                                                            | 73        |
| забезпечення теплового режиму (СОТР)                                                                              | 6         |
| управління бортовою апаратурою (СУБА)                                                                             | 5         |
| бортовий інформаційно-телеметричної (БИТС2-12)                                                                    | 2         |
| бортовий обчислювальний (БВС)                                                                                     | 3         |
| телефонно-телеграфного зв'язку (СТТС)                                                                             | 2         |
| електроживлення (СЕП)                                                                                             | 77        |
| Засоби технічного обслуговування і ремонту (СТОР)                                                                 | 5         |
| Засоби санітарно-гігієнічного забезпечення (ССГО)                                                                 | 71        |
| Контейнери з раціонами, свіжі продукти                                                                            | 325       |
| Медичне обладнання, білизна, засоби особистої гігієни і профілактики впливу невагомості                           | 155       |
| Обладнання для ФГБ «Зоря»                                                                                         | 64        |
| Обладнання для МІМ-1 «Світанок»                                                                                   | 53        |
| Обладнання для наукових досліджень                                                                                | 19        |
| Бортдокументация, посилки для екіпажу, видеофотоаппаратура                                                        | 19        |
| Комплект предметів для російських членів екіпажу                                                                  | 42        |
| Збережене обладнання (Укладання № 9)                                                                              | 5         |
| Обладнання для американського сегмента, в тому числі харчові продукти, засоби санітарно-гігієнічного забезпечення | 420       |

## Фотографії

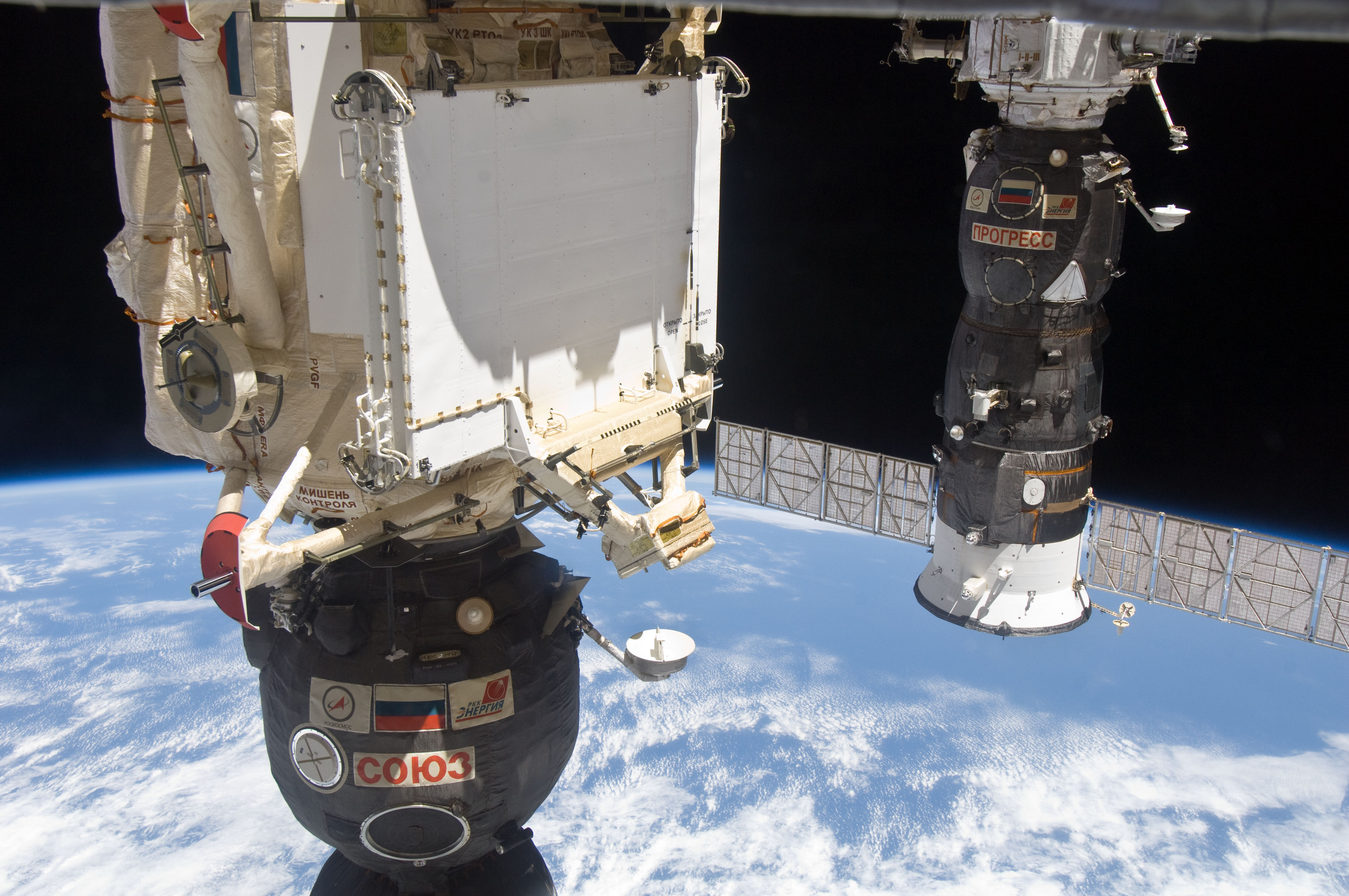
«Прогрес М-05М» пристикований до службового модуля «Пірс»